# 喬治·馬可夫
喬治·伊萬諾夫·馬可夫（1929年3月1日—1978年9月11日）是一名保加利亞的異議人士。馬可夫本來是一個詩人和創作家，在1969年逃離保加利亞後，先後成為英國廣播公司國際台、自由歐洲電台和德國的德國之聲記者和主播。馬可夫曾多次批評保加利亞的共產政權，也被認為是保加利亞政府要委托KGB來除去他的原因。

## 保加利亞時代
喬治·馬可夫在1929年3月1日於索菲亞附近的克尼亚热沃社区出生。在1946年，他高中畢業後，開始在大學學習工業化學。最初喬治·馬可夫在一間技術學校是一個化學工程師兼老師。在他19歲的時候，他患上了結核病，令他被迫定期來往不同醫院。那時他開始嘗試寫作，在1957年發表《摄氏度之夜》，1959年發表《The Ajax Winners》，和在1961年發表了兩個短故事。而到了1962年，他發表的小說《男人》獲得保加利亞作家聯盟的全年大獎，而他也正式成為這個聯盟的成員。這成為了他在這個共產國家轉職為職業作家的首要條件。喬治·馬可夫於“Narodna Mladezh”出版社工作，於1966年發表的《A Portrait of My Double》和1968年發表的《The Women of Warsaw》，令他成為一個在保加利亞內最有前途的年輕作家。喬治·馬可夫也寫了一堆劇本，但大部份都沒有發表，或因為政治審查而被禁止上演，包括《To Crawl under the Rainbow》、《The Elevator》、《Assassination in the Cul-de-Sac》、《Communists》和《I Was Him》。而小說《The Roof》在印刷中途被中止，因為作品含有記述和比喻貶低列寧的字句。喬治·馬可夫也是著名電視連續劇《On Every Milestone》的編劇，他在劇中創造了二次大戰偵探 Velinsky，和復仇者 Deyanov 這兩個角色。
在這段時間，即使有些作品被禁止發行，喬治·馬可夫是當時的著名作家，也因此成為領導人托多爾·日夫科夫日後強迫一群作家為政權服務的其中之一。在這個時候，喬治·馬可夫領導了放蕩不羈的生活方式，對很多保加利亞人來說這是新鮮的事。

## 作家和異見分子
在1969年，喬治·馬可夫離開保加利亞前往意大利，即是他的哥哥所在地。他本來計劃等待政府不再禁止他的作品出版後就回國，但他後來漸漸改變主意，尤其是在1971年9月保加利亞政府拒絕延續他的護照期限後，改為留在西方生活。喬治·馬可夫後來在1972年搬到倫敦，他在這裡學習英文和在英國廣播公司負責有關保加利亞的新聞。他嘗試加入電影業，希望能得到Peter Uvaliev的協助，但不成功，稍後時間他也替自由歐洲電台和德國之聲工作。而在1972年，喬治·馬可夫在保加利亞作家聯盟的會藉被凍結，也因為他背叛國家的行為，在缺席聆訊的情況下被判監六年六個月。
直至1989年前，他在保加利亞的作品，一直都沒有在圖書館和書店中展示，而他的名字也一直沒有在主流媒體中被提及。而共產秘密服務（Communist Secret Service，或特勤服務）中，喬治·馬可夫的檔案以“Wanderer”的稱呼出現。在1974年，他的作品《To Crawl under the Rainbow》在倫敦上演，而同年在愛丁堡則上演《Archangel Michael》，它們都以英文演出，而且獲得了他的首個獎項。而和大衛·菲利普斯（David Philips）合著的小說《The Right Honourable Chimpanzee》，則在喬治·馬可夫去世後出版。在1975年他和 Annabelle Dilk 結婚，並且在一年後誕下一個女兒，Alexandra-Raina。
在1975年至1978年間，喬治·馬可夫在節目《In Absentia Reports》中分析在共產主義下保加利亞人的生活。這個節目每週都在自由歐洲電台播出，節目主要批評共產政權，和共產黨領袖托多爾·日夫科夫，令喬治·馬可夫成為保加利亞共產政權最憎恨的人物。
《The Reports》在1990年於保加利亞發行，那時共產政權已經倒台。而在2000年，喬治·馬可夫獲追頒為Stara Planina的榮譽公民，以「表揚他對保加利亞的文學、戲劇和記實文學上，並且擁有超卓的民望和對抗共產政權上作出的貢獻」。

## 遇刺
保加利亞的秘密警察派遣的特使，在格別烏協助下暗殺喬治·馬可夫，但頭兩次都失敗，直到第三次才成功。在1978年9月7日（托多爾·日夫科夫生日的日子），喬治·馬可夫在橫跨泰晤士河的滑鐵盧橋上行走，在一個巴士站等巴士時，他的大腿被一名男子的雨傘刺中。那名男子向他道歉後離開，喬治·馬可夫稍後時間向醫生表示那名男子有外地口音，這宗事件後來稱為「雨傘謀殺」（Umbrella Murder）。 
喬治·馬可夫感到被刺中的地方傳出陣陣痛楚，當他回到英國廣播公司的辦公室後，他的傷口形成了一粒紅疹，而痛楚也沒有消退。他向最少一名同事講述事件，當晚他出現了發高燒的現象，被送後醫院，三天後死亡。
由於喬治·馬可夫曾經向醫生表示懷疑中毒，倫敦警方受命進行驗屍。在過程中，法醫發現了有一粒針頭大小的金屬小珠，植入了他的小腿。
該小珠直徑有1.52毫米，含有90%的鉑和10%的銥，珠上有兩個0.35毫米的小孔，形成了一個Ｘ形的小洞。在波頓唐（Porton Down）的進一步的化驗，顯示小珠內有微量的蓖麻毒素。所以即使醫生知道喬治·馬可夫中毒，結果也會一樣，因為並沒有已知的方法可以醫治中了蓖麻毒素的人。

殺害喬治·馬可夫的雨傘尖端構造圖

在謀殺事發生的十天前，另一名保加利亞人柯斯多夫（Vladimir Kostov）在巴黎被槍擊受傷。醫生在他的皮膚上發現相同的小珠。不過，由於該小珠內包著蓖麻毒素的糖，在射出前受到破壞，所以只有極小量的毒素進入他的體內，最後他只是出現發燒而已。柯斯多夫報告指射擊來自一名帶了一個小袋的男人，但沒有雨傘。這次事件帶出英國傳媒所指的「雨傘」只是虛構而已，因為喬治·馬可夫只是表示「被傘子刺中」而不是「被傘子射中」。不過，法醫指出喬治·馬可夫身上發現的小珠可能是由「槍」發射出來，而且因為這粒小珠十分精密，所以相信他是這樣而死亡的。
有一本關於這次事件真相的書籍，由Vladimir Bereanu和Kalin Todorov寫作，現在已經停止售賣，但仍然能獲得。
有幾名變節的克格勃特工，例如Oleg Kalugin和奥列格·戈尔季耶夫斯基，確認了克格勃在背後指使暗殺，即使現時保加利亞暗殺人的方法，都是用別的方法，例如用毒果凍來塗在他的身上。但至今仍然沒有人因此而被檢控，很大程度上因為很多關於他被暗殺的檔案被銷毀。主流報章《泰晤士報》報導，一個原名為Francesco Gullino（或 Giullino）的意大利裔丹麥人是最大嫌疑犯，而保加利亞的訴訟時效會在2008年屆滿。
一套英國紀錄片《The Umbrella Assassin》，在保加利亞、 英國和美國訪問了一些和這次事件有關的人，也探討了主要嫌疑犯Gullino到底現在的狀況如何。
喬治·馬可夫的墓地可以在多塞特郡的Whitchurch Canonicorum村的一個小教堂園地找到。

## 小知識
- 蘇格蘭後叛客（postpunk）樂團Fingerprintz在1979年時錄製的專輯《The Very Dab》，當中有一首歌的靈感是源自喬治·馬可夫被暗殺的事件。那首歌名為《Wet Job》，這首歌曲描述喬治·馬可夫「在繁忙時間等巴士時被暗殺」，歌曲內也提及這個暗殺行動為「a hit」。

- 在節目《流言終結者》，兩位主持人亞當·沙維奇和傑米·海納曼仿製了當年刺中喬治·馬可夫的雨傘。

- 「保加利亞雨傘」（Bulgarian umbrella）暗殺喬治·馬可夫的行動，啟發了法國電影《傘中情》（Le coup de parapluie）製作人的創意，該電影由Gerard Oury執導，Pierre Richard主演。

- 美國軍事小說家湯姆·克蘭西小說作品《紅兔子》，故事中有不少的內容是討論這次事件。小說內有一個小角色是殺手，和一個保加利亞間諜名為Boris Andeyevich Strokov。Strokov獲格別烏的聘用，準備行刺教宗若望保祿二世。到最後，Strokov被捕，後來被英國秘密情報局（即軍情六處）殺死。

- 連續劇《Quincy, M.E.》中，有一集提到主角Dr Quincy被一粒有毒的小珠所傷，後來他繼續生存，而殺手則被捕。
- 曾任職克格勃的俄裔英國人亞歷山大·瓦爾杰洛維奇·利特維年科於2006年也在倫敦被人在食物中下毒，而中毒身亡，所中的毒是價值達3000萬歐元的放射性物質——釙210[4]。
- 2012年5月11日，傳媒報導一宗離奇毒雨傘殺人案，一名德國男子在2011年7月因中水銀毒而死亡，事件與此案十分相似[5][6]。

## 印刷品
- The Right Honourable Chimpanzee (as David St. George, with David Phillips) Magnum Books （1980年） ISBN 041704920X
- The Truth That Killed Ticknor & Fields（1984年） ISBN 0899192963

## 外部連結
- Nick Paton Walsh 在《衛報》於2005年6月6日的報導（页面存档备份，存于）
- 1984年的錄音，由 Don Swaim 訪問 Annabel Markov，內容有關對喬治·馬可夫
- WNET (PBS) 《Secrets of the Dead》，對事件調查的紀錄片（页面存档备份，存于）
- 喬治·馬可夫資料